# Čapec
Čapec (slovensky Čupec, 819 m n. m.) je zalesněný kopec v jihozápadní části Bílých Karpat. Nachází se nad vsí Nová Lhota přímo na česko-slovenské státní hranici. Česká část leží na území okresu Hodonín (Jihomoravský kraj), slovenská v okrese Nové Mesto nad Váhom (Trenčínský kraj). Čapec je nejvyšším vrcholem Jihomoravského kraje, avšak nejvyšší bod kraje leží na úbočí nedalekého kopce Durda (838 m).

## Název
Vrchol se v minulosti i v Česku nazýval Čupec. Tento název je doložen ještě na státní mapě z roku 2006.

## Přístup
- Po červené značce z Velké Javořiny nebo z Myjavy